# Њижна Хутка
Њижна Хутка (слч. Nižná Hutka) насељено је мјесто са административним статусом сеоске општине (слч. obec) у округу Кошице-околина, у Кошичком крају, Словачка Република.

## Становништво
| Година:    | 1994. | 2004.    | 2014.    | 2024.   |
| ---------- | ----- | -------- | -------- | ------- |
| Број људи: | 404   | 511      | 590      | 609     |
| Разлика:   |       | +26,48 % | +15,45 % | +3,22 % |

| Година:    | 2023. | 2024. |
| ---------- | ----- | ----- |
| Број људи: | 609   | 609   |
| Разлика:   |       | +0 %  |

Према подацима о броју становника из 2011. године насеље је имало 543 становника.